# 奥多摩工業
奥多摩工業株式会社（おくたまこうぎょう 英称:Okutama Kogyo CO.,LTD.）は、主に東京都西部の奥多摩地区を中心に、石灰石の採掘、販売を行う太平洋セメントの系列企業である。本社を東京都立川市曙町に置く。
会社設立時の社名は奥多摩電気鉄道（おくたまでんきてつどう）で、御嶽駅と氷川駅（現・奥多摩駅）を結ぶ鉄道路線の敷設免許を保有していた。路線が開通する前に免許を国に譲渡し、青梅線として開通している。戦時買収私鉄の一社。
全国的にも珍しい曳索鉄道の設備を有している。

## 沿革
- 1937年（昭和12年）6月 - 奥多摩電気鉄道株式会社設立。
- 1944年（昭和19年）
  - 4月 - 御嶽〜氷川（現・奥多摩）間の鉄道敷設免許が国有化（同年7月に青梅線として開通）。
  - 12月 - 奥多摩工業株式会社に社名変更。
- 1946年（昭和21年）12月 - 石灰石採掘・販売開始。
- 1953年（昭和28年） - 曳索鉄道の稼働を開始[2]。
- 1961年（昭和36年）
  - 1月 - 生石灰製造のため奥多摩化工株式会社を設立。
  - 12月 - 生石灰製造販売開始。
- 1965年（昭和40年）4月 - 消石灰製造販売開始。
- 1967年（昭和42年）7月 - 砕石製造のため瑞穂建材工業株式会社を設立。
- 1974年（昭和49年）12月 - 奥多摩化工株式会社を吸収合併。
- 1975年（昭和50年）4月 - 軽質炭酸カルシウム(タマパール)製造販売開始。
- 1977年（昭和52年）12月 - 瑞穂建材工業株式会社を吸収合併。
- 1978年（昭和53年）3月31日 - 西武鉄道より休止中の小河内線（専用鉄道）が譲渡される。
- 1982年（昭和57年）7月 - 改良土事業開始。
- 1995年（平成7年）7月 - 高比表面積水酸化カルシウム(タマカルク)製造販売開始。
- 2002年（平成14年）3月 - 株式会社新潟ピーシーシーを設立。
- 2003年（平成15年）5月 - 横浜改良土センター株式会社を設立。
- 2007年（平成19年）7月 - 山陽太平洋ライム株式会社を設立。
- 2016年（平成28年）4月 - 株式会社横浜Bay Linkを設立。

## 工場

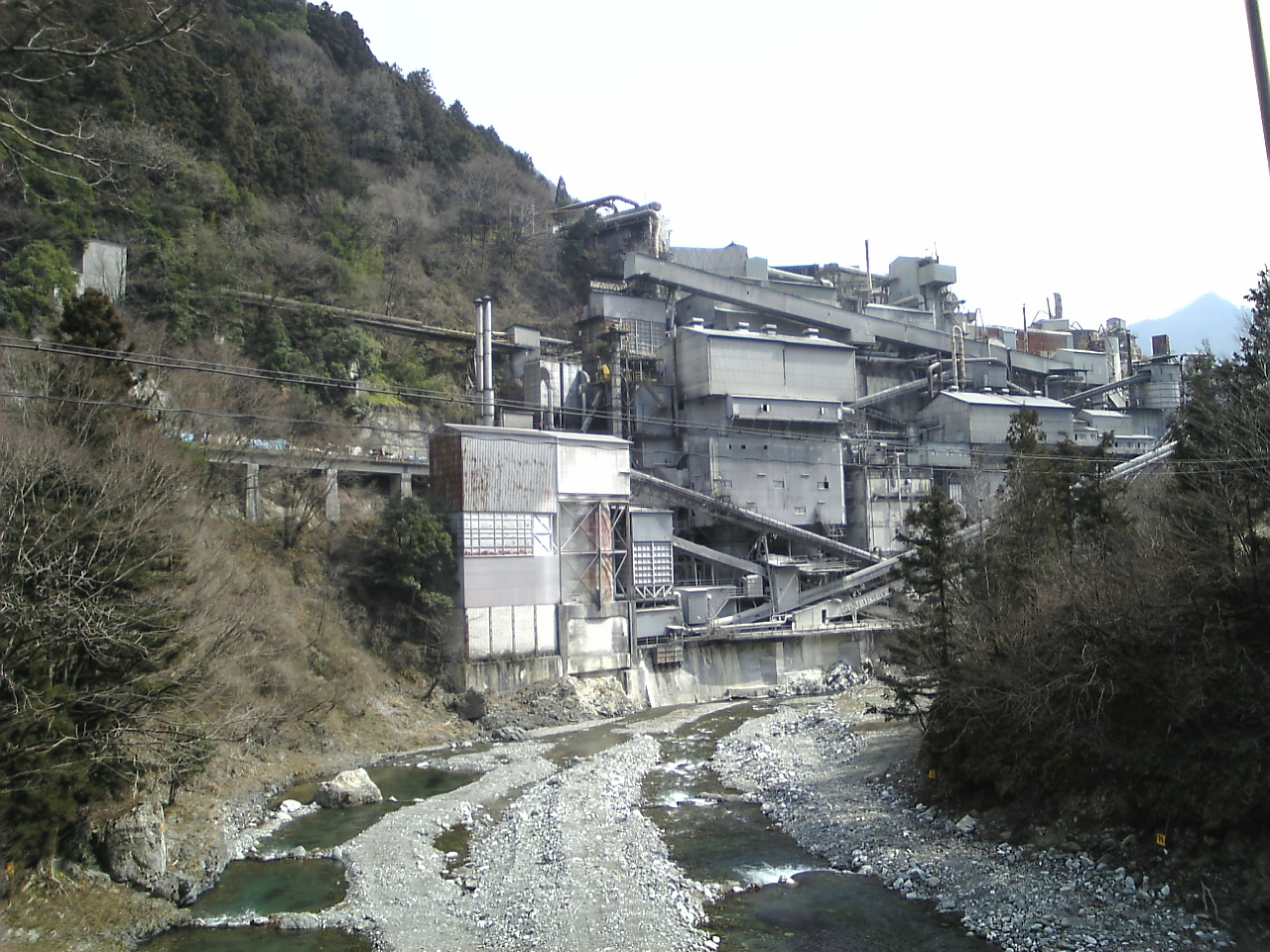
氷川工場（2008年3月）

- 氷川鉱業所 - 東京都西多摩郡奥多摩町
- 氷川工場 - 東京都西多摩郡奥多摩町
- 瑞穂工場 - 東京都西多摩郡瑞穂町
- 青梅工場 - 東京都青梅市
- 富士工場 - 静岡県富士市
- 福山工場 - 広島県福山市